# خط طول 7° غرب
خط طول 7° غرب هو أحد خطوط الطول الجغرافية، والتي تمتد من القطب الشمالي الجغرافي إلى القطب الجنوبي الجغرافي، وحسب التحويل الزمني يتأخر خط طول 7° غرب عن خط غرينتش بـ28 دقيقة.

## من القطب إلى القطب
ينطلق خط طول 7° غرب من القطب الشمالي نحو القطب الجنوبي مرورا بالمناطق التي ترد في الجدول التالي:
| الإحداثيات                       | البلد أو الإقليم أو البحر | ملاحظات |
| -------------------------------- | ------------------------- | --- |
| 90°0′N 7°0′W / 90.000°N 7.000°W  | المحيط المتجمد الشمالي    | |
| 82°2′N 7°0′W / 82.033°N 7.000°W  | المحيط الأطلسي            | |
| 62°20′N 7°0′W / 62.333°N 7.000°W | جزر فارو                  | جزر إيستروي، ستريموي وKoltur |
| 62°5′N 7°0′W / 62.083°N 7.000°W  | المحيط الأطلسي            | مرورا بغرب the جزيرة Sandoy, جزر فارو (في 61°55′N 6°56′W / 61.917°N 6.933°W) · مرورا بغرب the جزيرة سودوروي [لغات أخرى]‏, جزر فارو (في 61°38′N 7°0′W / 61.633°N 7.000°W)                                                                         |
| 58°14′N 7°0′W / 58.233°N 7.000°W | المملكة المتحدة           | اسكتلندا - جزر جزيرة لويس، Taransay وHarris |
| 57°45′N 7°0′W / 57.750°N 7.000°W | المحيط الأطلسي            | مضيق منتش · بحر الهبرديس — من about 57°55′N 7°0′W / 57.917°N 7.000°W · مرورا بغرب the جزيرة Tiree، اسكتلندا, المملكة المتحدة (في 56°30′N 6°59′W / 56.500°N 6.983°W) · و into an unnamed part of the ocean — من 56°30′N 7°0′W / 56.500°N 7.000°W |
| 55°16′N 7°0′W / 55.267°N 7.000°W | أيرلندا                   | Inishowen peninsula |
| 55°12′N 7°0′W / 55.200°N 7.000°W | Lough Foyle               | |
| 55°6′N 7°0′W / 55.100°N 7.000°W  | المملكة المتحدة           | أيرلندا الشمالية |
| 54°24′N 7°0′W / 54.400°N 7.000°W | أيرلندا                   | |
| 52°8′N 7°0′W / 52.133°N 7.000°W  | المحيط الأطلسي            | البحر الكلتي an unnamed part of the ocean — من 47°9′N 7°0′W / 47.150°N 7.000°W خليج غاسكونيا — من 44°50′N 7°0′W / 44.833°N 7.000°W |
| 43°33′N 7°0′W / 43.550°N 7.000°W | إسبانيا                   | |
| 41°57′N 7°0′W / 41.950°N 7.000°W | البرتغال                  | |
| 40°14′N 7°0′W / 40.233°N 7.000°W | إسبانيا                   | لحوالي 11 km |
| 40°7′N 7°0′W / 40.117°N 7.000°W  | البرتغال                  | |
| 39°42′N 7°0′W / 39.700°N 7.000°W | إسبانيا                   | |
| 39°5′N 7°0′W / 39.083°N 7.000°W  | البرتغال                  | |
| 38°58′N 7°0′W / 38.967°N 7.000°W | إسبانيا                   | |
| 38°12′N 7°0′W / 38.200°N 7.000°W | البرتغال                  | |
| 38°1′N 7°0′W / 38.017°N 7.000°W  | إسبانيا                   | |
| 37°11′N 7°0′W / 37.183°N 7.000°W | المحيط الأطلسي            | |
| 33°54′N 7°0′W / 33.900°N 7.000°W | المغرب                    | مرورا بغرب الرباط (في 34°1′N 6°50′W / 34.017°N 6.833°W) |
| 29°39′N 7°0′W / 29.650°N 7.000°W | الجزائر                   | |
| 26°20′N 7°0′W / 26.333°N 7.000°W | موريتانيا                 | |
| 15°30′N 7°0′W / 15.500°N 7.000°W | مالي                      | |
| 10°11′N 7°0′W / 10.183°N 7.000°W | ساحل العاج                | |
| 4°34′N 7°0′W / 4.567°N 7.000°W   | المحيط الأطلسي            | |
| 60°0′S 7°0′W / 60.000°S 7.000°W  | المحيط الجنوبي            | |
| 70°24′S 7°0′W / 70.400°S 7.000°W | القارة القطبية الجنوبية   | أرض الملكة مود، المطالب الإقليمية بالقارة القطبية الجنوبية by النرويج |